# Auguste Bridel
Pour les articles homonymes, voir Bridel (homonymie).
Auguste Bridel, né le 21 juillet 1856 et mort à Lausanne le 3 janvier 1917, est un éditeur vaudois.

## Biographie
Originaire de Moudon, Auguste Bridel fait ses études à Lausanne (collège Gaillard), puis au Gymnase, jusqu'en 1874, date de son entrée dans la maison d'édition et d'imprimerie que, trente ans auparavant, son père Georges a fondée. En 1889, au décès de ce dernier, Auguste Bridel prend la direction de la maison d'édition.
En 1893 il s’associe avec son frère cadet : Georges-Antoine, l’un des Lausannois les plus attaché au Vieux-Lausanne. Auguste Bridel s’occupe plus spécialement de l’édition, son frère de l’impression.
Nombre de ses publications se rattachent au canton de Vaud et à son histoire. Il a publié aussi des biographies, des ouvrages religieux et de théologie notamment « Les Étrennes helvétiques du Doyen Bridel », « Les Étrennes helvétiques d’Eugène Secrétan », ainsi que la biographie de Jean Calvin et des ouvrages de professeurs connus à l’époque. Puis il dirige le journal « La Famille » et écrit surtout des articles historiques.
Membre de la Société des éditeurs et des libraires de la Suisse romande et délégué de l'Église libre vaudoise au Conseil de la Mission romande de 1887 à 1912, Auguste Bridel, zofingien, meurt à Lausanne le 3 janvier 1917.

## Sources
- « Auguste Bridel », sur la base de données des personnalités vaudoises sur la plateforme « Patrinum » de la Bibliothèque cantonale et universitaire de Lausanne.
- Patrie suisse, 1917, no 609 p. 14-15
- Eugène Secrétan, Gazette de Lausanne, 1917/01/14